# 太平洋藍航空
- 關於其他称为“藍色航空”的航空公司，請見「藍色航空」。
- 關於其他称为“太平洋航空”的航空公司，請見「太平洋航空」。

太平洋藍航空（Pacific Blue）是一間主要服務紐西蘭的航空公司，隸屬於維珍集團下的航空公司維珍藍航空（Virgin Blue）。公司基地設於紐西蘭的基督城國際機場及奧克蘭機場，為來往紐西蘭、澳洲以及太平洋島嶼的旅客提供廉價航空服務。該公司更有計劃於2008年12月擴展服務至全亞洲。公司亦有與同樣隸屬於維珍藍的波利尼西亞藍航空合作提供服務。

## 歷史
太平洋藍航空建立於2003年，並於2004年1月開展服務。首條開辦的航線是來往基督城與布里斯班。及後亦有開辦來往威靈頓與悉尼的航班，不過此航線只運作了三個月就因客量不足而被迫停辦。
由2007年8月1日開始，公司的ICAO航空公司代碼由PBI改成PBN。這是因為航管方面希望避免航空管制員將「I」與「1」這兩個相似的字元混淆，造成混亂。
2007年8月21日，太平洋藍航空因應需求增加，宣佈將於同年11月於紐西蘭開展內陸航線。首辦的三條內陸航線為來往奧克蘭與威靈頓、來往基督城與威靈頓以及來往奧克蘭與基督城。太平洋藍航空此舉立即引來其競爭對手下降了30%的收費。而路線最終於2007年11月15日開展。
2008年4月，太平洋藍航空宣佈開展第四條來往但尼丁的內陸航線，路線最終於同年7月1日啟航。與此同時，公司亦宣佈會大幅拓展其國際航線的服務。
2011年12月7日，太平洋藍航空正式併入維珍澳洲航空的一部分，因而停止運作。

## 航線

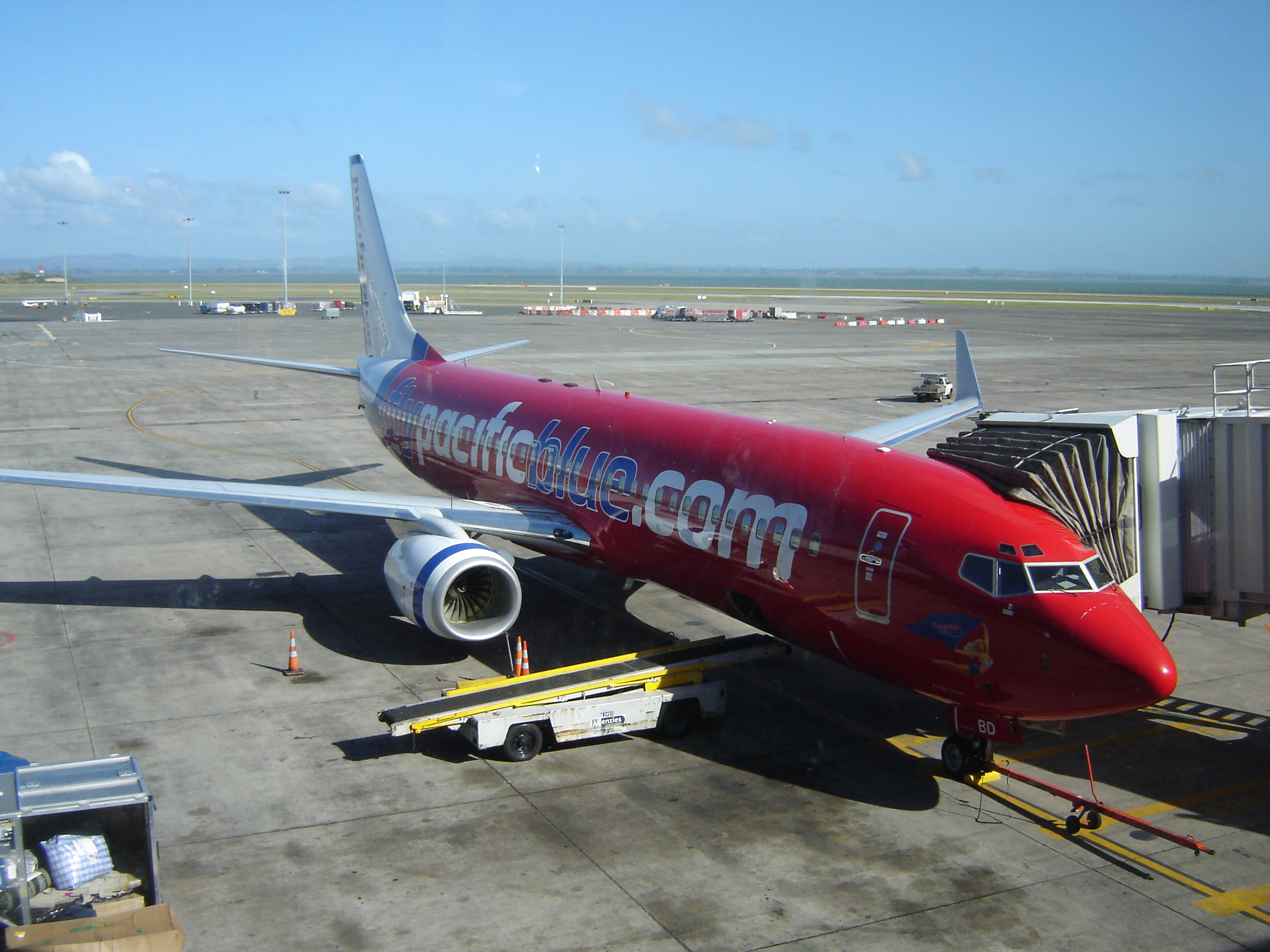
太平洋藍航空一部停泊於奧克蘭機場的波音737-8FE型客機

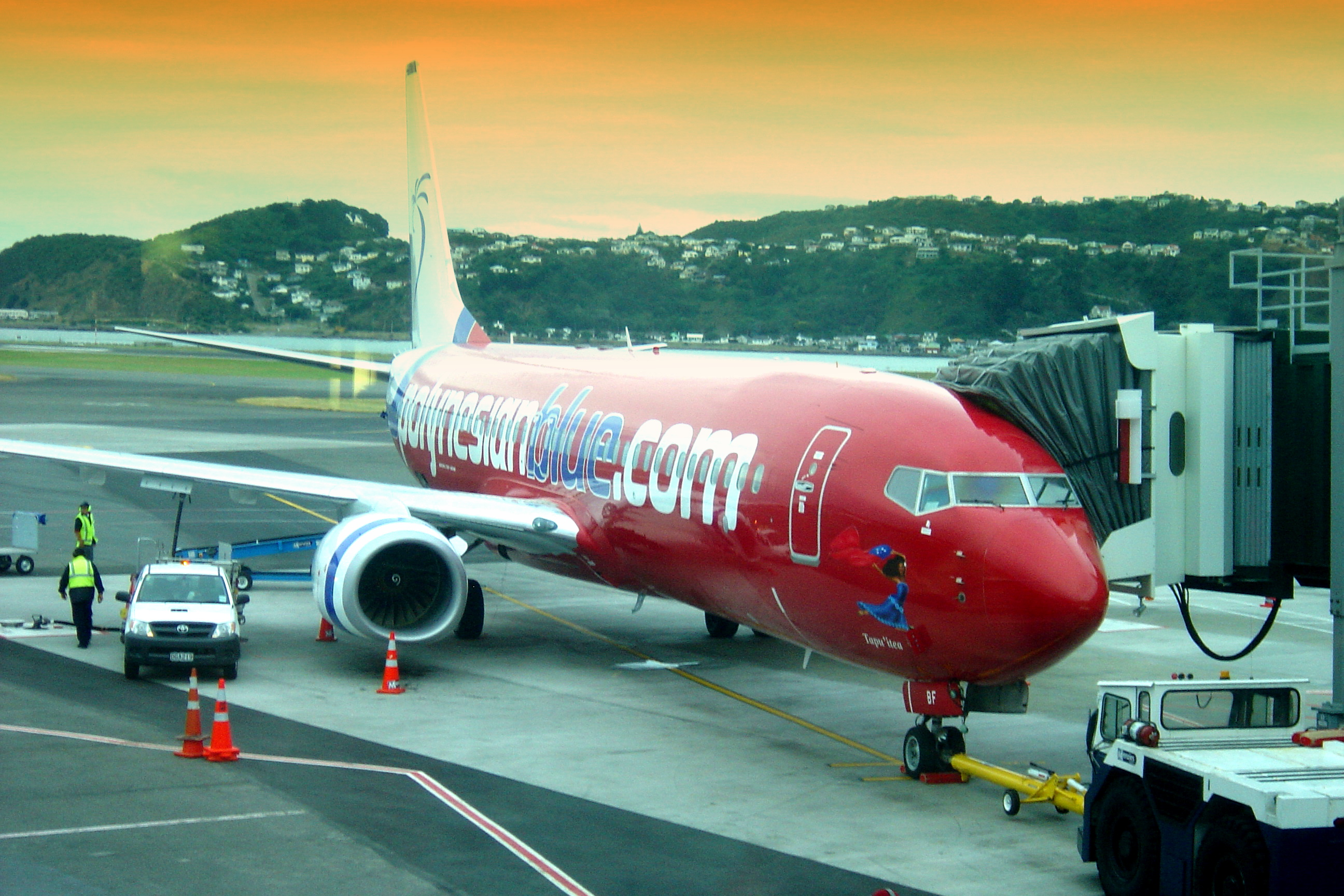
波利尼西亞藍航空一部停泊於威靈頓國際機場的波音737-8FE客機，編號ZK-PBF，攝於2008年3月。

截至2008年11月，太平洋藍航空提供/將提供以下航線服務：

### 亞洲
- 印尼
  - 登巴薩 （恩古拉·拉伊機場） - 2008年12月1日開始提供服務

### 大洋洲
- 澳洲
  - 阿德萊德 （阿德萊德國際機場） - 2008年12月1日開始提供服務
  - 布里斯班 （布里斯班國際機場）
  - 黃金海岸 （黃金海岸機場）
  - 墨爾本 （墨爾本國際機場）
  - 柏斯 （珀斯機場） - 2008年12月1日開始提供服務
  - 悉尼 （京斯福特·史密斯機場）
- 庫克群島
  - 拉羅湯加島 （拉羅湯加國際機場）
- 斐濟
  - 楠迪 （楠迪國際機場）
- 紐西蘭
  - 奧克蘭 （奧克蘭機場）
  - 基督城 （基督城國際機場）
  - 威靈頓 （威靈頓國際機場）
  - 但尼丁 （但尼丁機場）
- 巴布亞新幾內亞
  - 莫爾茲比港 （傑克遜斯國際機場）
- 所羅門群島
  - 霍尼亞拉 （霍尼亞拉國際機場）
- 湯加
  - 努庫阿洛法 （努庫阿洛法機場）
- 萬那杜
  - 維拉港 （維拉港國際機場）

## 機隊
太平洋藍航空的機隊機種只包括有波音737-800。而截至2008年11月，機隊共有10架客機，其中一架機髹上了波利尼西亞藍航空的主色。機隊所有客機都會執行內陸及國際航線的任務。每部機上共有180個座位，而機齡平均是3.5年。

## 內陸航線
太平洋藍航空於紐西蘭提供了內陸航線的服務，而航線使用了波音737-800客機。服務於2007年11月15日開展，比當初公佈時預計的10月中大概遲了一個月。
另外，太平洋藍航空亦從其母航空公司維珍藍航空徵用了兩部波音737-800客機以應付日益增加的客量。
已開辦的內陸航線一共有四條，包括有：
- 奧克蘭 - 威靈頓
- 奧克蘭 - 基督城
- 威靈頓 - 基督城
- 但尼丁 - 基督城

## 機上服務
太平洋藍會為旅客提供機上購買飲品及小食的服務（於航程超過3小時的航班會有早餐或晚餐供乘客購買）。航班內也會有公司紀念品（如鴨舌帽、飛機模型等）售賣。另外機上的個人多媒體服務，乘客需要付費才能享用。

## 外部連結
- Pacific Blue
- JetEX - GSA for Pacific Blue freight
- Details on AviationPage New Zealand